# Антоніо Маура
Антоніо Маура-і-Монтанер (кат. Antoni Maura i Montaner; 2 травня 1853, Пальма, о. Мальорка — 13 грудня 1925, Торрелодонес, поблизу Мадрида) — іспанський державний діяч, адвокат.

## Кар'єра
1881 року був обраний депутатом кортесів від Ліберальної партії, втім 1901 перейшов до Консервативної партії та згодом став її лідером. У 1892–1895 роках обіймав посаду міністра колоній, 1897 року — міністра юстиції, 1903 — міністра внутрішніх справ. У 1903–04, 1907—1909, 1918, 1919, 1921–22 роках очолював уряд.
Прагнучи зупинити за допомогою політичних маневрів зростання революційного робітничого руху, заснував у 1902 році Інститут соціальних реформ. У 1909 році придушив повстання в Барселоні (відоме як «Трагічний тиждень»). Виступив проти затвердження в Іспанії диктатури Мігеля Прімо де Рівери в 1923 році, оскільки залишався прихильником конституційної монархії.